# Trachelas hamatus
Trachelas hamatus is een spinnensoort uit de familie van de Trachelidae.
De wetenschappelijke naam van de soort werd in 1974 gepubliceerd door Norman Ira Platnick en Mohammad Umar Shadab.